# PIN型二极管

PIN型二极管的结构

PIN型二极管，又称移相开关二极管，和普通的二层结构的PN结二极管相比，PIN型二极管引入了I层：即在普通PN结二极管的由P型半导体材料组成的P层和由N型半导体材料组成的N层中间，插入一层低掺杂的纯度接近于本征半导体材料组成的I层。如果I层材料为低掺杂的P型半导体，则该二极管可称为π型PIN二极管；如果I层材料为低掺杂的N型半导体，则该二极管可称为ν型PIN二极管。在PIN型二极管中，P层和N层通常由高掺杂的半导体材料组成。由于I层的存在，PIN型二极管通常比普通的二极管拥有更宽的耗尽层，更大的接面电阻和更小的接面电容。在射频与微波级别的电路中，PIN型二极管经常被用作微波开关、移相器和衰减器。

## 原理
PN结是所有半导体二极管的基本工作原理。

## 特性
对于普通的直流电，PIN型二极管和普通的二极管没有太大的差异。但与普通的PN结二极管相比，PIN型二极管在高频应用中有着非常特殊的特性。当在PIN型二极管上施以正向偏置的直流电时，PIN型二极管允许高频振荡的整个波形通过二极管，此时，PIN型二极管基本等同于一个电阻值极小的线性电阻器。当在PIN型二极管上施以反向偏置的直流电时，PIN型二极管基本等同于一个电阻值很大的线性电阻器和一个电容器的并联。

### 微波开关

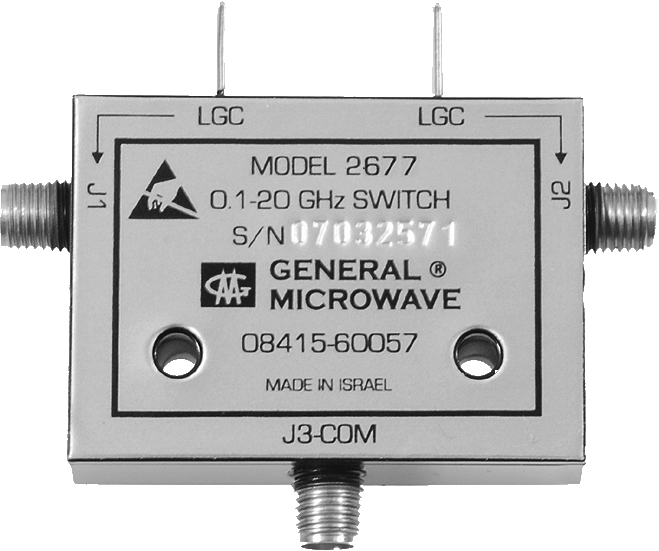
微波开关

### 衰减器

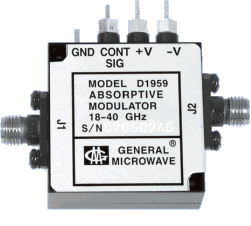
衰减器

### 光电二极管

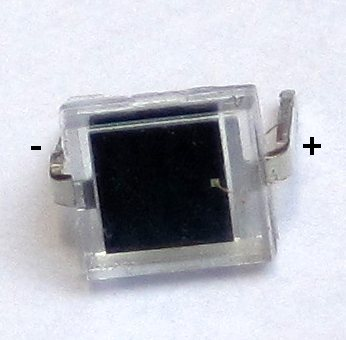
一块硅光电池，型号为BPW34，本质为一块大面积的光电二极管